# Greater Milwaukee Open
O Greater Milwaukee Open foi um torneio masculino de golfe no PGA Tour, que foi disputado anualmente entre 1968 e 2009 no mês de julho no Brown Deer Park Golf, em Brown Deer, Wisconsin.
Em 1968, Dave Stockton vence a primeira edição (abertura) do torneio, com quatro tacadas de vantagem sobre o competidor Sam Snead.
Bo Van Pelt vence a última edição do torneio, em 2009. Ele derrota John Mallinger no segundo buraco do playoff de morte súbita.